# Блекдак (Міннесота)
Блекдак (англ. Blackduck) — місто (англ. city) в США, в окрузі Белтремі штату Міннесота. Населення — 845 осіб (2020).

## Географія
Блекдак розташований за координатами 47°43′15″ пн. ш. 94°32′43″ зх. д. / 47.72083° пн. ш. 94.54528° зх. д. (47.720934, -94.545329).  За даними Бюро перепису населення США в 2010 році місто мало площу 4,43 км², з яких 4,33 км² — суходіл та 0,10 км² — водойми.

## Демографія
Згідно з переписом 2010 року, у місті мешкало 785 осіб у 338 домогосподарствах у складі 185 родин. Густота населення становила 177 осіб/км².  Було 372 помешкання (84/км²).
Расовий склад населення:
| - 89,4 % — білих - 4,6 % — корінних американців - 0,5 % — азіатів - 0,4 % — чорних або афроамериканців - 0,1 % — вихідців з тихоокеанських островів |

До двох чи більше рас належало 4,2 %. Частка іспаномовних становила 2,0 % від усіх жителів.
За віковим діапазоном населення розподілялося таким чином: 27,1 % — особи молодші 18 років, 52,0 % — особи у віці 18—64 років, 20,9 % — особи у віці 65 років та старші. Медіана віку мешканця становила 37,1 року. На 100 осіб жіночої статі у місті припадало 84,7 чоловіків;  на 100 жінок у віці від 18 років та старших — 74,9 чоловіків також старших 18 років.
Середній дохід на одне домашнє господарство  становив 34 284 долари США (медіана — 29 063), а середній дохід на одну сім'ю — 40 749 доларів (медіана — 36 172). Медіана доходів становила 34 545 доларів для чоловіків та 21 688 доларів для жінок. За межею бідності перебувало 23,2 % осіб, у тому числі 29,6 % дітей у віці до 18 років та 17,6 % осіб у віці 65 років та старших.
Цивільне працевлаштоване населення становило 312 особи. Основні галузі зайнятості: виробництво — 27,6 %, освіта, охорона здоров'я та соціальна допомога — 26,6 %, роздрібна торгівля — 11,9 %, мистецтво, розваги та відпочинок — 9,3 %.